# 证人 (1985年电影)
《證人》（英語：Witness）是1985年的一部美國新黑色犯罪片。由彼得·威尔執導、哈里森·福特主演，凯莉·麦吉利斯、盧卡斯·哈斯、揚·魯貝斯、丹尼·葛洛佛、約瑟夫·薩莫爾、亞歷山大·戈杜諾夫、帕蒂·卢波内以及維高·摩天臣等演员以配角身份出演该電影。威廉姆·凱利、帕梅拉·華萊士以及厄爾·W·華萊士編寫劇本。電影主要講述了一位偵探保護一位在費城目睹了一場謀殺案、因此成為追殺目標的年輕阿米什人男孩的故事。
此電影共獲得第58届奥斯卡金像奖8項提名，包括最佳影片、最佳男主角，並最終榮獲最佳原創劇本及最佳影片剪輯兩項大獎。此外，電影亦獲得英国电影学院奖7項提名，其中莫里斯·賈爾榮獲最佳電影音樂獎。該片亦入圍六項金球獎提名。編劇威廉姆·凱利與厄爾·W·華萊士則榮獲美國編劇工會獎最佳原創劇本獎，並共同獲得1986年由美國推理作家協會頒發的愛倫·坡獎最佳電影劇本獎。

## 進一步閲讀
- Wahlbrinck, Bernd. WITNESS Revisited: An Appreciation of Peter Weir's Famous Film, Tumbleweed 2020, ISBN 978-3-9821463-5-5
- Kelley, William and Earl W. Wallace (based on the screenplay by Earl W. Wallace and William Kelley). Witness, Pocket Books; Media Tie In, 1985  ISBN 978-0671545956

## 外部鏈接
- 互联网电影数据库（IMDb）上《证人》的资料（英文）
- TCM电影资料库上《证人》的资料（英文）
- Box Office Mojo上《证人》的資料（英文）
- 爛番茄上《证人》的資料（英文）
- 豆瓣电影上《证人》的資料 （简体中文）